# 堀江瞬の勝手にさせて頂きます
『堀江瞬の勝手にさせて頂きます』（ほりえしゅんのかってにさせていただきます）は、声優の堀江瞬がパーソナリティーを務める、CBCラジオで放送されているラジオ番組。2024年4月放送開始。

## 概要
声優界でも屈指のネガティブ声優・堀江瞬が名古屋の地で開始した一人（独り？）喋り番組。

## 放送時間
- 毎週土曜 24:00 - 24:30（日曜未明 0:00 - 0:30）（2024年4月 - ）